# Fantasy (groupe)
Pour les articles homonymes, voir Fantasy (homonymie).
Fantasy est un duo allemand de schlager, originaire de Rhénanie-du-Nord-Westphalie.

## Histoire
Dans les années 1990, Martin Hein, apprenti mécanicien, commence à être chanteur de schlager. Cinq ans plus tard, il se lance sous le nom de Martin Marcell et travaille comme serveur. En 1993, il a rencontré Fredi Malinowski alias Freddy März qui travaille avec lui pour le même management et la même production.
Lors de concerts, ils chantent parfois ensemble puis le font de plus en plus. À l'été 1997, ils décident de se produire ensemble sous le nom de Fantasy et sortent un premier single, Herz gesucht. Malgré la percée de singles, les deux premiers albums, Mein schönstes Geschenk (2002) et Alle wissen es schon (2006), signés par Radiola Records, le label de la chanteuse Denise, sont des échecs. C'est dans la seconde moitié des années 2000, alors que le duo fait la première partie de la tournée d'Andrea Berg, qu'il connaît la notoriété et le succès. Uli Ferber, le mari de Berg, devient leur manager et leur fait changer de maison de disque. Ariola sort Land in Sicht (2009) et König in der Nacht (2010) ainsi qu'une compilation des dix premières années qui se placent dans les dix meilleures ventes en Allemagne. En 2013, Fantasy remporte l'Echo dans la catégorie Schlager.
À l'occasion de l'album Endstation Sehnsucht, Fantasy fait sa première tournée du 26 novembre 2013 au 24 janvier 2014 qui attire plus de 15 000 spectateurs dans 17 concerts. À l'occasion de la Coupe du monde de football de 2014, il publie le single R. I. O. – Es geht nach Rio de Janeiro. L'album Eine Nacht im Paradies est numéro un des ventes en 2014 en Allemagne et en Autriche.
Deux ans plus tard, Fantasy sort l'album Freudensprünge. Le producteur est Dieter Bohlen. Il est de nouveau numéro un des ventes en Allemagne et en Autriche et troisième en Suisse.

## Discographie
Albums
- 2002 : Mein schönstes Geschenk
- 2006 : Alle wissen es schon
- 2009 : Land in Sicht
- 2010 : König in der Nacht
- 2013 : Endstation Sehnsucht
- 2014 : Eine Nacht im Paradies
- 2016 : Freudensprünge
- 2017 : Bonnie & Clyde
- 2019 : Casanova
- 2020 : 10.000 bunte Luftballons

## Source de la traduction
- (de) Cet article est partiellement ou en totalité issu de l’article de Wikipédia en allemand intitulé « Fantasy (Band) » (voir la liste des auteurs).